# Zaslíbená Země Nezemě
Zaslíbená Země Nezemě (japonsky 約束のネバーランド, Jakusoku no Nebárando) je japonská manga, kterou psal Kaiu Širai a kreslila Posuka Demizu. Od srpna 2016 do června 2020 vycházela v časopise Šúkan šónen Jump a jednotlivé kapitoly byly vydány nakladatelstvím Šúeiša ve 20 svazcích. Příběh sleduje skupinu sirotků, kteří se snaží utéct z farmy. Společnost Viz Media vydává mangu v Severní Americe a CREW v Česku.
Producentem televizního anime seriálu, které ve svém programovém bloku noitaminA vysílá televizní stanice Fuji TV, je studio CloverWorks. 12dílů první řady bylo premiérově vysíláno od ledna do března 2019. Druhá řada měla premiéru v lednu 2021. Hraný film byl do japonských kin uveden v prosinci 2020 a společnost Amazon Studios vyvíjí hranou seriálovou adaptaci.
K prosinci 2020 prodala manga Zaslíbená Země Nezemě přes 26 milionů svazků, a to včetně digitálních kopií. Stala se tak jednou z nejlépe prodávaných mang na světě.

## Příběh
Děj se odehrává v roce 2045. Emma je jedenáctiletý sirotek žijící v malém sirotčinci nazvaném Grace Field House, který obývá spolu s dalšími 37 sirotky. Život nebyl nikdy lepší; skvělé jídlo, měkké postýlky, sněhobílé uniformy a láska jejich „mamá“, opatrovatelky Isabelly, ale také neúnavné každodenní studium, ve kterém Emma exceluje s plným skóre spolu se svými dvěma kamarády, Rayem a Normanem. Sirotkům je dovoleno dělat co chtějí, s výjimkou vstupu za oplocenou část lesa a k bráně vedoucí ven do vnějšího světa.
Jedné osudové noci je sirotek jménem Conny adoptován a poslán pryč, ale Emma a Norman za ní běží, protože si všimli, že v domě zapomněla svého vycpaného králíka Bernieho. Uvnitř brány ale naleznou Conny mrtvou a zjistí pravdu o existenci sirotčince, který je ve skutečnosti farmou pro lidské děti, jež jsou vychovávány jako jídlo pro démony. A co je ještě horší, Isabella je spojenec těchto démonů, a tak tato pravda zničí dvojici vše, v co věřili. Norman a Emma se rozhodnou z Grace Field Housu uprchnout a spolu s Rayem začnou vymýšlet plán útěku, který by je a všechny sourozence z farmy dostal.

## Média

### Manga
Autorem mangy Zaslíbená Země Nezemě je Kaiu Širai a ilustrátorem Posuka Demizu. Jedná se o druhou spolupráci těchto tvůrců; první byla série Popy no negai. Širai přinesl svůj návrh série v roce 2014 do redakčního oddělení Jumpu. Tvořilo jej více než 300 stran a pokrýval celý první příběhový oblouk mangy. Ta se původně jmenovala pouze Neverland, kvůli autorským byl její název změněn na Jakusoku no Neverland. Manga byla publikována od 34. čísla časopisu Šúkan šónen Jump, které vydalo 1. srpna 2016 nakladatelství Šúeiša. V srpnu 2019 bylo oznámeno, že se nachází ve svém finálním příběhovém oblouku, a její poslední kapitola byla publikována 15. června 2020 ve 28. čísle Šúkan šónen Jump. Šúeiša vydala kapitoly ve 20 jednotlivých svazcích mangy. První z nich byl vydán 2. prosince 2016 a poslední 2. října 2020.
Dne 25. června 2016 společnost Viz Media oznámila, že zveřejní první tři kapitoly mangy na svých internetových stránkách časopisu Weekly Shonen Jump. Poté bude vydávat nové kapitoly zároveň s japonskými. První svazek byl v Severní Americe vydán 5. prosince 2017. Šúeiša začala v lednu 2019 zároveň publikovat anglický překlad mangy na internetových stránkách a v aplikaci Manga Plus.
V Česku proběhlo roku 2018 na Animefestu pod záštitou nakladatelství CREW hlasování, kterou mangu začne v roce 2019 vydávat – Zaslíbenou Zemi Nezemi, nebo Berserk. Zvítězila manga Zaslíbená Země Nezemě, jejíž první svazek byl vydán v únoru 2019.
16stránková kapitola o Rayovi byla publikována 5. října 2020 ve 44. čísle časopisu Šúkan šónen Jump. 36stránková kapitola, jejíž děj se zaměřuje na sestru Krone, se dočkala publikace 7. prosince 2020 v 1. čísle Šúkan šónen Jump. 19stránková kapitola byla vydána na události „The Promised Neverland Special Exhibition“, která probíhala od 11. prosince 2020 do 11. ledna 2021. Dne 14. prosince 2020 byla publikována 32stránková kapitola o Isabelle, a to ve 2. čísle Šúkan šónen Jump. 32stránková kapitola „We Were Born“ byla vydána 4. ledna 2021 v kombinovaném 5. a 6. čísle časopisu Šúkan šónen Jump.
Od 11. ledna do 28. března 2019 vycházel v aplikaci Šónen Jump+ komediální spin-off s názvem Ojakusoku no Neverland. Jednotlivé kapitoly byly vydány ve společném svazku 4. června 2019.

### Anime
Televizní anime adaptace byla ohlášena 28. května 2018 ve 26. čísle časopisu Šúkan šónen Jump. Seriál byl premiérově vysílán od 11. ledna do 29. března 2019 na televizní stanici Fuji TV v pozdním nočním bloku noitaminA. Seriál vytvořilo animační studio CloverWorks pod režií Mamoru Kanbeho. Tošija Óno měl na starost kompozici, Kazuaki Šimada design postav a Takahiro Obata hudbu. 12 dílů první řady pokrývá první příběhový oblouk mangy, jedná se o prvních 37 kapitol. Seriál byl zároveň vysílán na streamovací službě Amazon Video, ale pouze v Japonsku a nikoliv mimo něj, jako je tomu od jara 2016 u ostatních seriálů bloku noitaminA, u kterých si Amazon licencoval vysílací práva. Hudební skupina Uverworld stojí za úvodní znělkou seriálu „Touch Off“ a Cö shu Nie za závěrečnými znělkami „Zettai zecumei“ (japonsky 絶体絶命) a „Lamp“.
Společnost Aniplex of America vysílala první řadu od 9. ledna 2019 na streamovacích službách Crunchyroll, Hulu, Funimation a Hidive. Měla také premiéru 13. dubna 2019 na programovém bloku Toonami televizní stanice Adult Swim. Od 1. července 2020 streamovalo řadu Funimation, a to v anglickém znění. Dne 1. září 2020 měla premiéru na Netflixu, který ji zveřejnil ve Spojených státech, Kanadě a Latinské Americe. Společnost Madman Entertainment souběžně vysílala řadu na službě AnimeLab v Austrálii a na Novém Zélandu. Ve Spojeném království ji licencovalo Anime Limited.
Druhá řada byla oznámena v březnu 2019 a původně měla mít premiéru v říjnu 2020. Kvůli pandemii covidu-19 však byla odložena a měla premiéru 8. ledna 2021 na programovém bloku noitaminA televizní stanice Fuji TV. Hlavní herecké obsazení opět ztvárnilo své role. Autor mangy Kaiu Širai spolupracoval se scenáristy a dohlížel nad tvorbou zcela nového příběhu. Kiiro Akijama nazpíval úvodní znělku druhé řady „Identity“ (japonsky アイデンティティ, Aidentiti) a Mjuk nazpívala její závěrečnou znělku „Mahó“ (japonsky 魔法).

### Hraný film
Hraný film byl do japonských kin uveden 18. prosince 2020. Režíroval jej Júičiró Hirakawa a na scénáři pracovala Noriko Gotó. V hlavních rolích se objevili Minami Hamabe jako Emma, Džjó Kairi jako Ray, Rihito Itagaki jako Norman, Keiko Kitagawa jako Isabella a Naomi Watanabe jako Krone. Obsazení Naomi Watanabe do role Krone provázely diskuse, protože postava je v manze popisována jako černá, přičemž herečka je japonského původu.

### Hraný seriál
V červnu 2020 bylo odhaleno, že Amazon Studios vyvíjí seriálovou adaptaci mangy, která by měla mít premiéru na streamovací službě Prime Video. Na režisérské křeslo usedl Rodney Rothman a Meghan Malloy píše scénář pilotního dílu. Rothman, Masi Oka, Roy Lee a Miri Yoon jsou výkonnými producenty seriálu.